# Uria (zoologia)
Uria Brisson, 1760 è un genere di uccelli caradriiformi della famiglia Alcidae.

## Tassonomia
Comprende le seguenti specie:
- Uria lomvia (Linnaeus, 1758) - uria di Brünnich
- Uria aalge (Pontoppidan, 1763) - uria comune